# Kreuzigungsfenster (Cornillé)

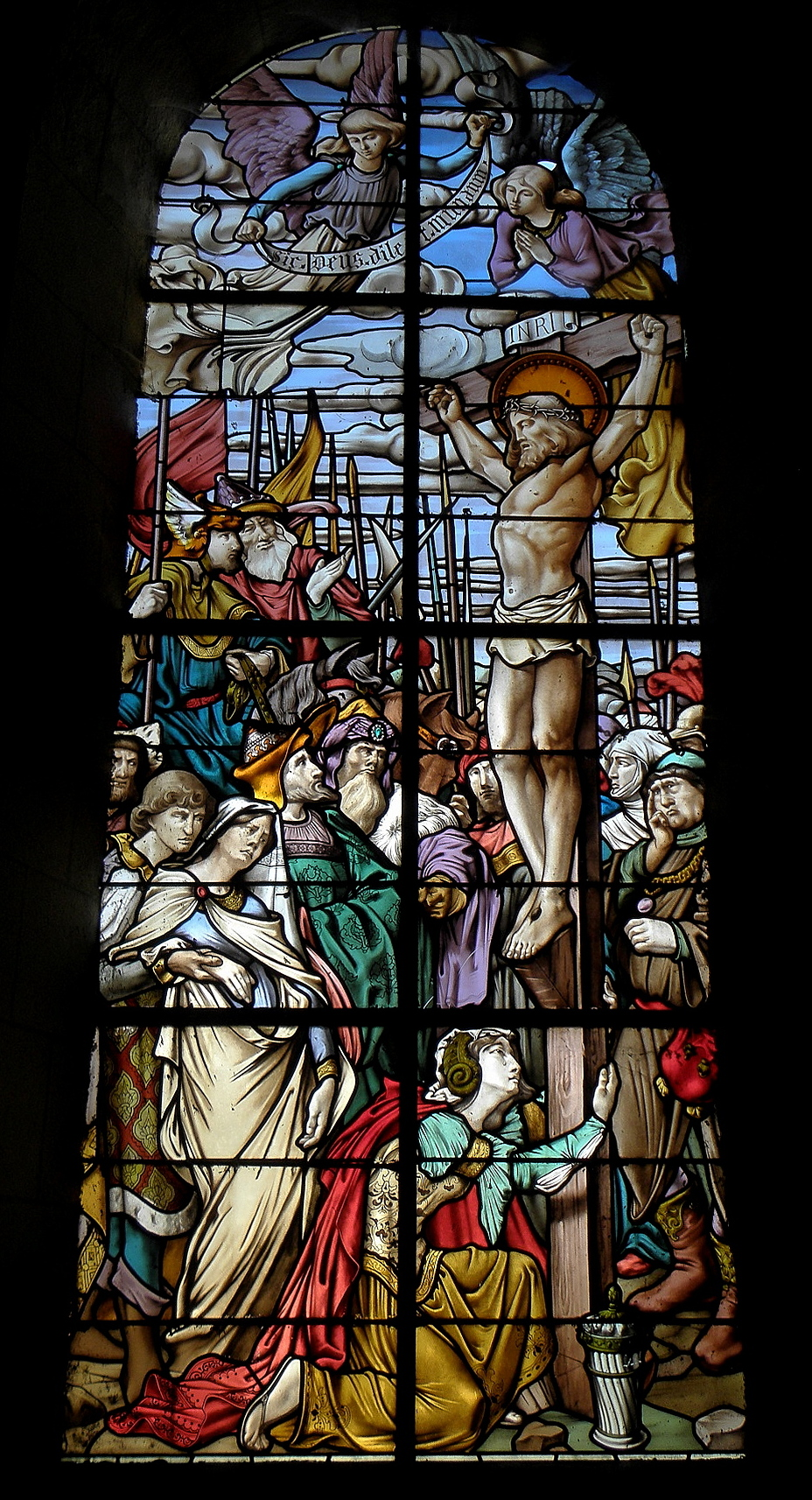
Kreuzigungsfenster in Cornillé

Das Kreuzigungsfenster in der katholischen Pfarrkirche St-Melaine in Cornillé, einer französischen Gemeinde im Département Ille-et-Vilaine der Region Bretagne, wurde um 1905 geschaffen. Das Bleiglasfenster wurde 1983 als Monument historique in die Liste der geschützten Objekte (Base Palissy) in Frankreich aufgenommen.
Das nördliche Fenster (Nr. 1) im Chor wurde von Emmanuel Rault (1875–1939) in Rennes geschaffen. Es zeigt auf zwei Lanzetten eine Kreuzigungsszene mit der Kreuzigung Jesu, links daneben steht Maria, die vom Apostel Johannes gestützt wird. Vor dem Kreuz kniet Maria Magdalena mit einem Gefäß für Salböl. Viele weitere Personen, teilweise mit prächtiger Kleidung, stehen dicht gedrängt am Kreuz.
Über dem Kreuz schweben zwei Engel, einer trägt ein Schriftband mit der lateinischen Inschrift: „Sic Deus dilexit mundum“ (So sehr hat Gott die Welt geliebt...). Der zweite Engel hat seine Hände zum Gebet gefaltet.